# Gascones
Gascones – niewielka miejscowość w Hiszpanii na północy wspólnoty autonomicznej Madryt. Liczy 152 mieszkańców (2009).